# Ronald Lopatny
Ronald Lopatny (Zagreb, 19. rujna 1944. − Zagreb, 5. svibnja 2022.) bio je hrvatski vaterpolist, osvajač zlatnoga odličja na Olimpijskim igrama u Meksiku 1968. godine.

## Uspjesi i priznanja
HAVK Mladost:
- Prvenstvo Jugoslavije u vaterpolu (3): 1969., 1970., 1971.
- LEN Liga prvaka (3): 1968., 1969., 1971.